# Волнения в Саудовской Аравии (2011—2012)
Волнения в Саудовской Аравии 2011—2012 — часть Арабской весны, волнения, вызванные массовыми демонстрациями шиитского меньшинства, в результате которых погибло 4 человека. Либеральные представители суннитского большинства солидаризировались с королевским режимом и стремились его реформировать в конституционную монархию, используя угрозу революции как средство воздействия на короля. Результатом стали подавление шиитских выступлений и ограниченные политические преобразования.

## Самосожжение и начало волнений
21 января неизвестный 65-летний мужчина скончался в результате самосожжения в Самте, провинция Джизан. По всей видимости, это первый известный случай самосожжения в Саудовской Аравии.
29 января сотни демонстрантов собрались в Джидде, выступая против проблем городской инфраструктуры, возникших из-за наводнений, убивших 11 человек. Полиция остановила демонстрацию через 15 минут после её начала. От 30 до 50 человек были арестованы.

## Последствия
4 января саудовские силы безопасности открыли огонь по демонстрантам-шиитам. Инцидент произошел в посёлке Аль-Авамия на востоке страны. Люди вышли на акцию протеста, требуя освободить заключенных, провести реформы и прекратить дискриминацию шиитов. Демонстрация переросла в столкновения с полицией, которая открыла огонь. Один человек погиб на месте от многочисленных пулевых ранений, ещё несколько попали в больницу.
9 февраля один человек погиб, десятки получили ранения в городе Эль-Катифе в Восточной провинции Саудовской Аравии во время разгона силами безопасности протестной демонстрации шиитов. Правозащитники обвиняют саудовские силы безопасности в Эль-Катифе в применении огнестрельного оружия против мирных демонстрантов, устроивших шествие по одной из улиц города после празднования 9 февраля дня рождения пророка Мухаммеда (Маулид ан-Наби), который официально в Саудовской Аравии не отмечается.
11 февраля. Во время разгона демонстрации в Саудовской Аравии был застрелен 21-летний активист. Инцидент произошел в населённом преимущественно шиитами районе Катиф.
23 февраля король Саудовской Аравии Абдалла ибн Абдель Азиз, вернувшийся в страну после трёх месяцев пребывания за границей на лечении, объявил о реализации пакета финансовых льгот общей стоимостью более 35 миллиардов долларов. В него вошли такие меры, как 15-процентное повышение зарплаты госслужащим, поддержка молодым безработным и гражданам Саудовской Аравии, обучающимся за рубежом, а также помощь семьям в поиске доступного жилья. Ни о каких политических реформах не было объявлено, хотя монарх помиловал некоторых заключённых, которым были предъявлены обвинения в финансовых преступлениях.
10 марта в городе Катиф, находящемся в провинции Эш-Шаркийя, прошла демонстрация шиитов, в которой приняли участие около 200 человек. Для разгона толпы стражи правопорядка применили шумовые гранаты. По меньшей мере четыре человека получили ранения.

## Выступления либеральной интеллигенции
Особое место заняли выступления либералов-суннитов, которые проявлялись прежде всего в форме петиций к королю. 23 февраля 2011 года была направлена королю коллективная петиция, авторы которой указывали на негативный пример революций в Ливии, Тунисе и Египте и в целях нераспространения кровопролития на Саудовскую Аравию предлагали преобразовать страну в конституционную монархию, превратить Меджлис аш-Шуру в избираемый парламент, предоставить политические и гражданские права женщинам, отменить государственный контроль над общественными организациями и цензуру в СМИ, легализовать политические партии, создать независимый суд, ликвидировать безработицу среди молодежи и улучшить жилищные условия молодых людей. 27 февраля 2011 года было опубликовано более умеренное Заявление 123-х университетских преподавателей, юристов, экономистов, правозащитников и предпринимателей, в котором содержалось требование о «поэтапном плане политического реформирования» для преобразования страны в конституционную монархию, частичное формирование муниципальных советов на основе прямых и всеобщих выборов, равноправия женщин и мужчин. 11 марта 2011 года суннитское «Объединение свободной молодежи» призвало сторонников выйти на улицы и совершить «джихад на пути Господа, сказав слово правды правителю». Однако вывести людей на улицы не удалось.

## Результаты
Помимо погибших, Арабская весна несколько изменила режим в королевстве. 25 сентября 2011 года в Тронной речи король пошел на политические уступки либералам-суннитам: было объявлено о предоставлении с 2013 года избирательных прав женщинам. Кроме того, было увеличено финансирование социальных расходов, чего добивались либералы-сунниты. В 2011 году король выделил около 35 млрд долларов на социальное обеспечение, стипендии женщинам, в Фонд жилищного строительства на возведение жилья для молодежи, также королевский указ предусматривал ежегодные выплаты общественным организациям.